# Dalmosanus mollyae
Dalmosanus mollyae är en skalbaggsart som först beskrevs av Park 1956.  Dalmosanus mollyae ingår i släktet Dalmosanus och familjen kortvingar. Inga underarter finns listade i Catalogue of Life.